# Dilobopterus mosaica
Dilobopterus mosaica är en insektsart som beskrevs av Fowler 1899. Dilobopterus mosaica ingår i släktet Dilobopterus och familjen dvärgstritar. Inga underarter finns listade i Catalogue of Life.